# Acanthonevra dunlopi
Acanthonevra dunlopi är en tvåvingeart som först beskrevs av Wulp 1880.  Acanthonevra dunlopi ingår i släktet Acanthonevra och familjen borrflugor. Inga underarter finns listade i Catalogue of Life.